# Essai clinique randomisé par grappes

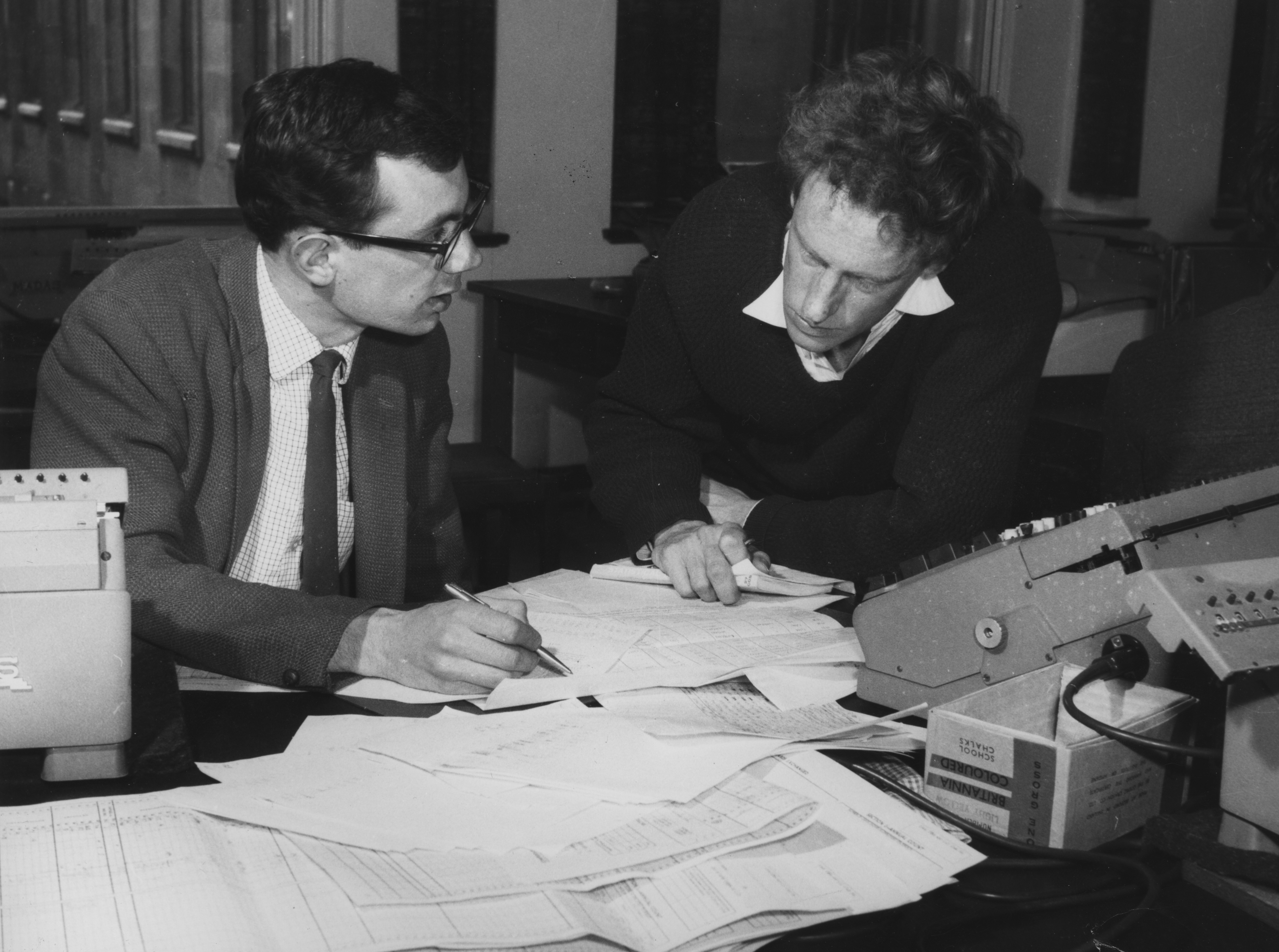
Chercheurs au travail sur leurs données statistiques.

Un essai clinique randomisé par grappes est un type d'essai clinique où des groupes entiers de sujets (à opposer à des sujets répartis un par un) sont alloués de façon aléatoire dans les bras de l'essai,. Ces groupes pré-existent souvent à l'essai, ils ne sont pas créés par les chercheurs : villes, classes, écoles, entreprises, hôpitaux… Les essais cliniques randomisés par grappes sont aussi appelés en anglais Cluster Randomised Trials (CRT), cluster randomization trials, group-randomised trials, et place-randomized trials.
Une étude bibliométrique de 2004 montre que le nombre de publications médicales fondées sur des essais cliniques randomisés par grappes croît depuis les années 1980.

## Avantages
Les avantages des essais cliniques randomisés par grappes, comparés aux essais cliniques à randomisation individuelle, incluent la possibilité d'étudier des interventions qui ne peuvent pas être dirigées spécifiquement vers des individus (par exemple une émission radiophonique sur le thème des modifications du mode de vie), la possibilité de contrôler la « contamination » entre les sujets étudiés (par exemple les modifications de comportement d'un sujet peut inciter un autre individu à faire de même).

## Inconvénients

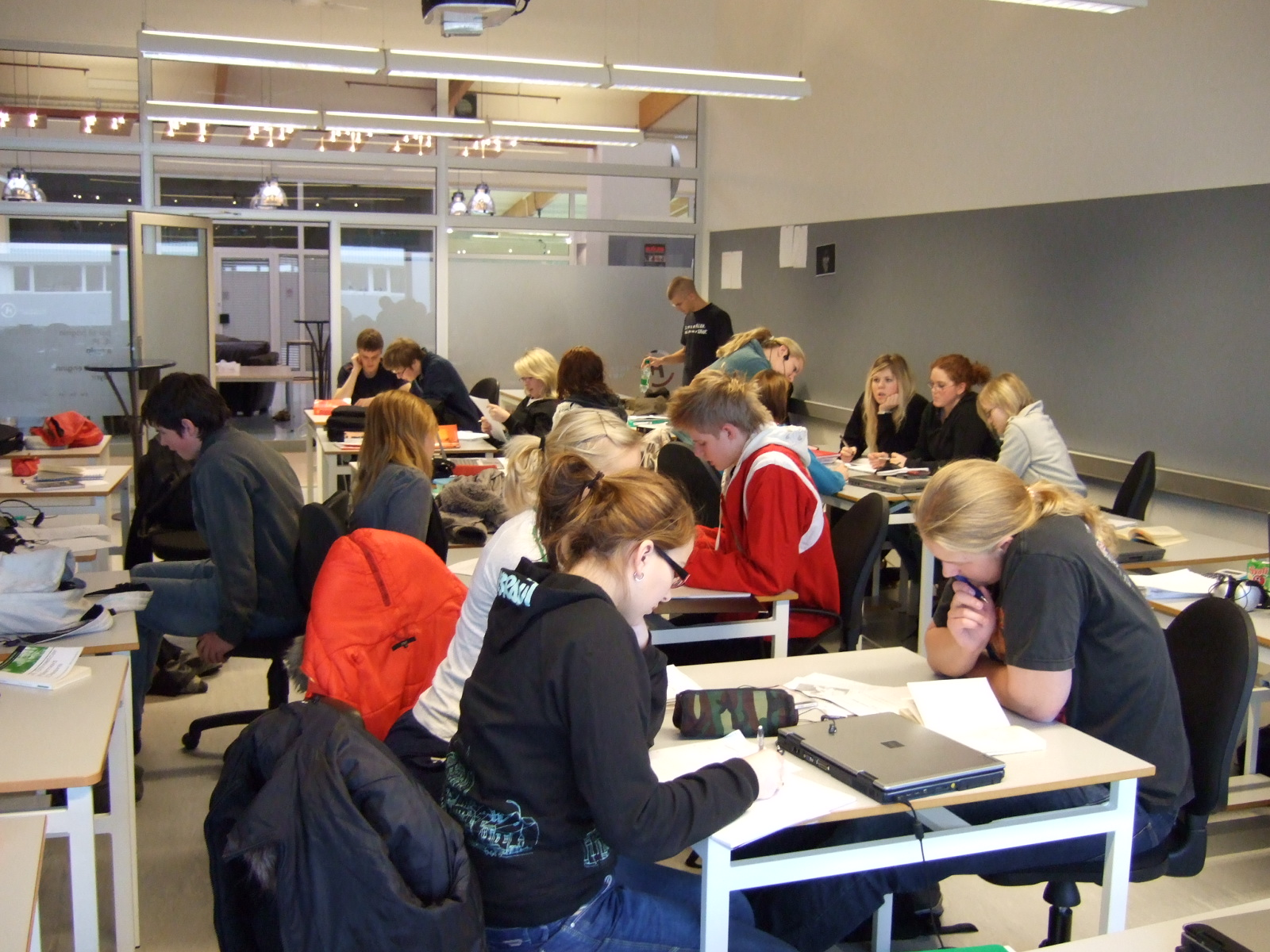
Salle de classe contemporaine.

Les inconvénients des essais cliniques randomisés par grappes, comparés aux essais cliniques à randomisation individuelle, incluent une conception de l'étude et une analyse plus complexes, et la nécessité d'inclure plus de participants pour obtenir une marge d'erreur comparable. En effet, la puissance statistique de ce type d'étude est sujette à des effets de « clustering », c'est-à-dire que les résultats des participants d'une même grappe (par exemple les élèves d'une même classe) ont tendance à être très proches voire identiques (par exemple les élèves ont des notes similaires en mathématique, ce qui peut s'expliquer par le fait qu'ils ont les mêmes enseignants, les mêmes cours et étudient ensemble). Il peut être difficile d'avoir des grappes homogènes entre elles, quoique des stratégies permettent d'augmenter la probabilité que ce soit le cas (par exemple via matching, deux grappes ayant des caractéristiques similaires sont randomisées ensemble dans les deux groupes).

## Applications variées
Une intervention pédagogique dans laquelle des méthodes d'enseignement variées seraient aléatoirement allouées pour mise en œuvre dans différentes écoles est un bon exemple non médical d'essai randomisé par grappes. Au moment de comparer les différences de résultat obtenu par les nouvelles méthodes pédagogiques, les chercheurs doivent tenir compte du fait que deux élèves d'une même école sont plus susceptibles d'être similaires (en termes de résultats) que deux élèves provenant de deux écoles distinctes. Les modèles d'analyse statistique multi-niveaux et d'analyse des similitudes sont habituellement utilisés pour corriger cette absence d'indépendance.

## Critique déontologique
Une stratégie de randomisation appelée méthode Zelen (en) et décrite en 1979 par le statisticien américain Marvin Zelen consiste à randomiser les grappes et ensuite seulement demander le consentement des participants. Certains reprochent à cette méthode d'imposer un choix aux participants.